# 알렉산더 판데어벨렌
알렉산더 판데어벨렌(독일어: Alexander Van der Bellen, 1944년 1월 18일 ~ )은 오스트리아의 정치인, 경제학자이다. 1997년부터 2008년까지 녹색 - 녹색 대안 대표를 지내며 지지율을 크게 끌어올린, 도그마에 매달리지 않는 실용주의 정치인으로 평가된다.
판데어벨렌은 2016년 4~5월 치러지는 대선에서 녹색당의 지원을 받아 무소속으로서 출마선언을 하였고, 입후보하였다. 첫 투표에서 36.4% 득표율로 1위를 기록한 극우 정당 오스트리아 자유당 후보 노르베르트 호퍼의 뒤를 이어 20.3%의 득표율로 2위를 차지했다. 첫 투표에서 과반 득표자가 나오지 않으면 1위와 2위 후보끼리 2차 투표를 치르는 오스트리아 선거 규정에 따라, 2차 투표에서 판데어벨렌 후보는 호퍼 후보와 경합을 치르게 되었다. 판데어벨렌 후보는 2차 투표 당일 '차악을 선택해달라'며 유권자들에게 호소했고, 결과는 판데어벨렌이 50.3%, 호퍼가 49.7%를 득표함으로써 근소한 차로 판데어벨렌 후보가 승리하였다.
판데어벨렌은 그해 7월 제12대 대통령으로 취임할 예정이었으나, 오스트리아 자유당 지지자를 중심으로 부재자투표에서 개표마감 이전 참관인 입회 없이 개표되었다는 주장이 제기되었고, 오스트리아 헌법재판소에서 2016년 7월 1일 부정선거의혹을 인정하고 선거를 무효화함에 따라 자연스럽게 판데어벨렌의 당선이 취소되었다.
2016년 12월 4일 치러진 대통령 재선거에서 판데어벨렌이 다시금 대통령에 당선되었다.

## 역대 선거 결과
| 선거명      | 직책명              | 대수 | 정당             | 1차 득표율 | 1차 득표수  | 2차(무효) 득표율 | 2차(무효) 득표수 | 재선거 득표율 | 재선거 득표수 | 결과 | 당락 |
| ----------- | ------------------- | ---- | ---------------- | ---------- | ----------- | ---------------- | ---------------- | ------------- | ------------- | ---- | ---- |
| 2016년 선거 | 오스트리아의 대통령 | 12대 | 무소속           | 21.34%     | 913,218표   | 50.35%           | 2,251,517표      | 53.79%        | 2,472,892표   | 1위  |      |
| 2022년 선거 | 오스트리아의 대통령 | 12대 | 녹색 - 녹색 대안 | 56.69%     | 2,299,590표 |                  |                  |               |               | 1위  |      |